# Wick Airport

i7
i11
i13
Der Wick Airport (offiziell Wick John O’Groats Airport, IATA-Code: WIC, ICAO-Code: EGPC) befindet sich 1,9 km nördlich von der Stadt Wick in der Council Area Highland am nordöstlichen Ende von Schottland. Betreiber und Besitzer ist die Highlands und Islands Airports Limited.
Seit 2022 finden nach einer etwa 2-jährigen Pause wieder Linienflüge statt. Es gibt regelmäßig Flüge mit Hubschraubern, die lokale Offshore-Öl-Plattformen bedienen. Der Flughafen dient auch als Zwischenstopp für Überführungsflüge von Leichtflugzeugen zwischen Europa und Nordamerika über Island.

## Geschichte
Wick war ursprünglich ein Grasflugplatz, der von der Captain E. E. Fresson's Highland Airways Ltd. (später Scottish Airways Ltd.) von 1933 bis 1939 verwendet wurde.

### RAF Wick
Aufgrund der Anforderungen durch das Luftfahrtministerium während des Zweiten Weltkrieges wurde der Flugplatz mit harten Pisten, Hangars und anderen Gebäuden erweitert. Der Flugplatz wurde von der No. 18 Group, RAF Coastal Command, verwaltet. Ein Satellitenflugplatz existierte beim RAF Skitten.
Am 21. Mai 1941 startete eine Supermarine Spitfire mit dem Piloten Flying Officer Michael F. Saugling zu einer fotografischen Aufklärungsmission von Wick und flog nach Norwegen auf der Suche nach dem deutschen Schlachtschiff Bismarck. Falls die Bismarck den Nordatlantik erreicht hätte, würde sie ein erhebliches Risiko für die Schiffe darstellen, die Großbritannien beliefern. In einer Entfernung von 320 Meilen östlich von Wick fand und fotografierte F/O Suckling das Schiff, versteckt im Grimstadfjord. Diese Information ermöglichte es der Royal Navy, die Hood und andere Schiffe sowie Flugzeuge in Positionen zu beordern, um die Bismarck zu verfolgen und sie daran zu hindern, den Nordatlantik zu erreichen. In den folgenden Schlachten wurde die Hood versenkt, später auch die Bismarck. Deutsche Schlachtschiffe kamen nie wieder in den Nordatlantik.

## Fluggesellschaften und Ziele
Am 27. März 2020 wurden die Flüge von Loganair nach Edinburgh eingestellt. Am 19. Juni 2020 stellte Eastern Airways die Flüge nach Aberdeen ein und nahm am 11. April 2022 den Betrieb unter einer PSO (Public service obligation; deutsch: Gemeinwirtschaftliche Verpflichtung) wieder auf.
| Fluggesellschaft | Flugziel |
| ---------------- | -------- |
| Eastern Airways  | Aberdeen |